# كاثرين بريسكوت
كاثرين بريسكوت (بالإنجليزية: Kathryn Prescott)‏ ولدت في (4 يونيو 1991)، في لندن، إنجلترا، هي ممثلة بريطانية، ومثلت بدور إميلي فيتش في المسلسل التلفزيوني بشرات (مسلسل) .

## فيلموغرافيه
| السنة     | الفيلم           | الدور      | ملاحظة             |
| --------- | ---------------- | ---------- | ------------------ |
| 2017      | عشاء الأم الممتع | زوي        | الفيلم             |
| 2011      | بشرات (فيلم)     | إملي فيتش  | الفيلم (دور رئيسي) |
| 2009–2010 | بشرات (مسلسل)    | إميلي فيتش | من أبطال العمل     |